# 尼科马库斯
尼科马库斯（或譯尼科馬科斯，约60年—约120年)， 古希腊数学家，著作有《算术概论》（Introduction to Arithmetic）。